# Atletismo nos Jogos Pan-Americanos de 2019 - Salto triplo feminino
A competição do salto triplo feminino foi um dos eventos do atletismo nos Jogos Pan-Americanos de 2019, em Lima, no Peru. A prova foi realizada no dia 9 de agosto. A colombiana Caterine Ibargüen, que defendia o título de quatro anos antes, abandonou a competição por lesão. 

## Medalhistas
| Ouro   | VEN Yulimar Rojas     |
| Prata  | JAM Shanieka Ricketts |
| Bronze | CUB Liadagmis Povea   |

## Sumário
Com Caterine Ibargüen sem competir após participar do salto em distância, Yulimar Rojas assumiu a liderança logo em seu primeiro salto, não sendo mais ultrapassada por nenhuma competidora. Ao longo do caminho para o ouro, sua quarta tentativa foi de 15,11 m , tornando-a a saltadora número 16 da história. A medalhista de prata Shanieka Ricketts exibiu uma consistência incrível, batendo sua melhor marca pessoal.  

## Recordes
Recordes mundial e pan-americano antes da disputa dos Jogos Pan-Americanos de 2019.
| Tipo                             | Atleta            | Marca   | Local       | Data                  |
| -------------------------------- | ----------------- | ------- | ----------- | --------------------- |
|                                  | Inessa Kravets    | 15,50 m | Gotemburgo  | 10 de agosto de 1995  |
| Recorde dos Jogos Pan-Americanos | Caterine Ibargüen | 14,92 m | Guadalajara | 28 de outubro de 2011 |

Os seguintes novos recordes foram estabelecidos durante esta competição. 
| Data        | Prova | Atleta        | Nacionalidade | Distância | Recordes                         |
| ----------- | ----- | ------------- | ------------- | --------- | -------------------------------- |
| 9 de agosto | Final | Yulimar Rojas | Venezuela     | 15.11     | Recorde dos Jogos Pan-Americanos |

## Calendário
Horário local (UTC-5).
| Data        | Horário | Fase  |
| ----------- | ------- | ----- |
| 9 de agosto | 17:50   | Final |

## Resultados

### Final
Os resultados foram os seguintes:  
| Posição           | Atleta             | Nacionalidade            | #1    | #2    | #3    | #4    | #5    | #6    | Resultado  | Notas                |
| ----------------- | ------------------ | ------------------------ | ----- | ----- | ----- | ----- | ----- | ----- | ---------- | -------------------- |
| Medalha de ouro   | Yulimar Rojas      | VEN Venezuela            | 14.90 | x     | 14.67 | 15.11 | x     | x     | 15.11 +0.6 | ,                    |
| Medalha de prata  | Shanieka Ricketts  | JAM Jamaica              | x     | 14.76 | 14.76 | 14.43 | 14.70 | 14.77 | 14.77 +0.7 | Recorde pessoal      |
| Medalha de bronze | Liadagmis Povea    | CUB Cuba                 | 14.39 | 14.60 | 14.16 | 14.10 | 14.38 | 14.29 | 14.60 -0.6 |                      |
| 4                 | Kimberly Williams  | JAM Jamaica              | x     | 14.15 | 13.82 | 13.87 | 12.23 | 13.64 | 14.15 +1.4 |                      |
| 5                 | Tamara Myers       | BAH Bahamas              | 13.54 | x     | x     | 13.96 | x     | 13.84 | 13.96 -0.2 | Recorde da temporada |
| 6                 | Liuba Zaldívar     | ECU Equador              | 13.64 | x     | 13.63 | 13.78 | 13.42 | 13.37 | 13.78 +0.3 |                      |
| 7                 | Ana José Tima      | DOM República Dominicana | 13.58 | 13.41 | 13.75 | x     | 13.16 | 13.04 | 13.75 -0.2 |                      |
| 8                 | Thea LaFond        | DMA Dominica             | 13.70 | 11.44 | x     | 13.60 | 13.42 | 13.31 | 13.70 -0.5 |                      |
| 9                 | Yosiris Urrutia    | COL Colômbia             | x     | x     | 13.35 |       |       |       | 13.35 +0.1 |                      |
| 10                | Davisleydi Velazco | CUB Cuba                 | x     | x     | 13.32 |       |       |       | 13.32 +1.2 |                      |
| 11                | Silvana Segura     | PER Peru                 | 13.27 | 12.83 | 12.28 |       |       |       | 13.27 +1.0 |                      |
| 12                | Sandisha Antoine   | LCA Santa Lúcia          | 13.15 | 12.75 | 12.84 |       |       |       | 13.15 +0.8 |                      |
| 13                | Kelly McKee        | USA Estados Unidos       | x     | x     | 12.68 |       |       |       | 12.68 +0.3 |                      |
| 14                | Bria Matthews      | USA Estados Unidos       | 12.13 | x     | x     |       |       |       | 12.13 +1.9 |                      |

Legenda
| Recorde mundial                  | Recorde mundial (World record)               |                       | Recorde africano                      | Recorde africano (African) |                                           | Q | Classificado por posição (Qualified) |
| Recorde dos Jogos Pan-Americanos | Recorde pan-americano (Pan-American record)  | Recorde da América    | Recorde da América (Americas)         | q                          | Classificado por melhor tempo (Qualified) |   |                                      |
| Melhor marca do ano              | Melhor marca do ano (World leading)          | Recorde asiático      | Recorde asiático (Asian)              | DNS                        | Não largou (Did not start)                |   |                                      |
| Recorde nacional                 | Recorde nacional (National record)           | Recorde europeu       | Recorde europeu (European)            | DNF                        | Não terminou (Did not finish)             |   |                                      |
| Recorde pessoal                  | Recorde pessoal do atleta (Personal best)    | Recorde da Oceania    | Recorde da Oceania (Oceania)          | DSQ / DQ                   | Desclassificado (Disqualified)            |   |                                      |
| Recorde da temporada             | Recorde da temporada do atleta (Season best) | Recorde sul-americano | Recorde sul-americano (South America) | NM                         | Sem marca (No mark)                       |   |                                      |